# Twelve Atlantic Station
Le 'Twelve Atlantic Station' est un gratte-ciel de 102 mètres de hauteur construit à Atlanta de 2004 à 2005.
L'immeuble abrite 404 logements et 101 chambres d'hôtel sur 26 étages.
Il fait partie du complexe Atlantic Station qui comprend 5 autres bâtiments dont le gratte-ciel The Atlantic
L'architecte est l'agence d'architecture Thompson, Ventulett, Stainback & Associates, Inc. (TVSDesign)
Les promoteurs (developer) sont les sociétés Novare Group et Wood Parters.